# Dresdensia Dresden
Dresdensia Dresden was een Duitse sportclub uit Dresden. De club werd opgericht in 1898 en werd na de Tweede Wereldoorlog ontbonden.

## Geschiedenis
In 1898 werd de sportclub ATV Dresden opgericht. In 1910 werd er een voetbalafdeling opgericht onder de naam FC Dresdensia Dresden, later werd FC vervangen door SV. De club speelde in de schaduw van stadsrivalen Dresdner SC en Guts Muts Dresden. De club speelde tot midden jaren dertig op lokaal niveau en werd in 1935 kampioen van Oost-Saksen en promoveerde zo naar de Gauliga, de toenmalige hoogste klasse.
De club kwam nu oog in oog te staan met de twee stadsrivalen, maar ook met andere topclubs als VfB Leipzig, Polizei SV Chemnitz en Fortuna Leipzig. Dresdensia was kansloos en behaalde slechts 3 punten. Het volgende seizoen speelde de club de eindronde om promotie, maar verloor hierin van Riesaer SV en Sportfreunde Dresden.
Na de Tweede Wereldoorlog werden alle sportclubs in Duitsland in eerste instantie ontbonden. Dresdensia behoort tot de clubs die hierna niet meer zijn heropgericht.